# Guy Trendel
Guy Trendel, né à Strasbourg le 19 mars 1937, est un journaliste, historien et écrivain spécialiste de l’histoire de l’Alsace.

## Biographie
Ancien responsable de la rédaction régionale du quotidien strasbourgeois Le Nouvel Alsacien et conservateur de la Bibliothèque alsatique du Crédit mutuel, il a publié plus de trente ouvrages sur l’histoire et le patrimoine en Alsace et propose régulièrement ses idées de promenades sur France 3 Alsace.

## Publications (sélection)
- Guide secret de Strasbourg, Éditions Ouest-France, 2018
- Alsace, aquarelles de Stéphane Henrich, Éditions du Pacifique, 2010  (ISBN 978-2-87868-132-1)
- L’Alsace au Moyen Âge, chroniques insolites et véridiques d’un millénaire fascinant, La Nuée bleue, 2010  (ISBN 978-2-7165-0774-5)
- Alsace, des trésors à découvrir, Pierron, 2007  (ISBN 978-2-7085-0338-0)
- Racontez-moi Strasbourg, La Nuée Bleue, 2005  (ISBN 978-2-7165-0606-9)
- L’Alsace,  photos de František Zvardon, Carré blanc, 2005  (ISBN 978-2-84488-075-8)
- Les Nouveaux Chemins de l’insolite en Alsace, T1, Les Vosges du Nord. Illust. de Christophe Carmona. Coprur, 2004  (ISBN 978-2-84208-124-9)
- Les Nouveaux Chemins de l’insolite en Alsace, T2, Les Vosges centrales. Illust. de Christophe Carmona. Coprur, 2004  (ISBN 978-2-84208-137-9)
- Au pays de la couronne d’or : balades dans le vignoble de Strasbourg. Coprur, 2004  (ISBN 978-2-84208-028-0)
- Les Petits Secrets du Vieux-Strasbourg, illust. de Robert Warter. Coprur, 1994  (ISBN 978-2-903297-79-4)